# Senior High
Senior High es una serie de televisión filipina de drama adolescente trasmitida por Kapalmiya Channel y transmitida por ¡WantTFC. Dirigida por Onat Diaz y Andoy Ranay, esta protagonizada por Andrea Brillantes, Kyle Echarri, Juan Karlos Labajo, Elijah Canlas, Zaijan Jaranilla, Xyriel Manabat y Daniela Stranner.La serie se estrenó en el bloque nocturno Primetime Bida de la cadena y en todo el mundo a través de The Filipino Channel el 28 de agosto de 2023, sustituyendo a Dirty Linen. La serie finalizó el 19 de enero de 2024 con un total de 105 episodios.

## Sinopsis
La muerte de la estudiante Luna Amore Cruz provoca un escándalo en la prestigiosa institución Northford High. Las investigaciones concluyen que fue un suicidio, pero su hermana gemela Sky Love Cruz piensa lo contrario. Mientras busca la verdad, saldrán a la luz secretos que son mucho más impactantes y peligrosos.

## Elenco y personaje
Elenco principal
- Andrea Brillantes[2][3] como Sky Love Cruz y Luna Amore Cruz[4]
- Kyle Echarri[2] como Robert "Obet" G. Santana
- Juan Karlos Labajo[2] como Gino Acosta
- Elijah Canlas[2] como Archimedes "Archie” M. Aguerro
- Zaijan Jaranilla[2] como Timothy "Tim" B. Castro
- Xyriel Manabat[2] como Roxanne Fatima "Roxy" Cristobal
- Daniela Stranner[2] como Zyra "Z" M. Aguerro

Elenco de reparto
- Sylvia Sanchez como Lydia "Amam" Geronimo[5]
- Angel Aquino[2] como Tania Mae Cruz[6]
- Baron Geisler[2] como Police Chief Col. Harry Aguerro
- Mon Confiado[2] como Gov. William L. Acosta
- Miggy Jimenez[2] como Pocholo "Poch" Robles
- Tommy Alejandrino como Kenjie Wan
- Gela Atayde como Sanya Alba

Elenco extendido
- Leo Martinez como Mariano (Temporada 2; invitado temporada 1)[7]
- Desiree Del Valle como Sasha M. Aguerro
- Ana Abad Santos como Dr. Cecille Acosta
- Gerald Madrid como Elmo M. Castro
- Angeli Bayani como Editha "Edith" Borromeo-Castro
- Ryan Eigenmanncomo Police Major Darius Soledad
- Kean Cipriano como Brandon
- Rans Rifol como Ria Cristobal
- Rap Robes como Antonio "Tonio" G. Santana
- Kakki Teodoro como Principal Amanda Perino
- Inka Magnaye como Becca
- Floyd Tena[2] como Vice-Principal Reginald Castrodes

Elenco invitado
- Grae Fernandez como Yosef Rosales (Temporada 2)
- Lui Manansala como Rosario "Rosing" Cruz
- Raul Montesa como Domeng
- Lance Carr como Paolo[8]
- Nour Hooshmand como Yana Rosales
- Maritess Joaquin como Menchie Robles
- Giovanni Baldisseri como General Arcilla
- Mike Liwag como Sargento Mayor de Policía Ramos
- Clarisse Cabrera como Reportera Margarett
- Justin de Dios como Jared

## Banda Sonora
La serie presenta la canción Bazinga de la banda masculina filipina SB19. 

## Recepción
A lo largo de su emisión, Senior High fue el programa más visto en el servicio de streaming iWantTFC. En sus primeras dos semanas, la serie obtuvo más de 38 millones de vistas en YouTube, Facebook y iWantTFC. En el episodio final, la serie alcanzó su mayor audiencia en línea de 210 000 espectadores simultáneos en Kapalmiya Online Live.  Kapamilya Online Live. En noviembre de 2023 la serie acumuló más de mil millones de visitas en TikTok.